# Bartolomé Carbajal y Rosas
Bartolomé Carbajal y Rosas (* 12. September 1875 in Guadalupe de los Reyes Cosalá Sinaloa; † 1940) war ein mexikanischer Botschafter und Außenminister.

## Leben
Bartolomé Carbajal y Rosas studierte Rechtswissenschaft und übte den Beruf des Rechtsanwaltes aus. Er war vom 14. Dezember 1904 bis 15. Mai 1906 Botschafter der Regierung von Porfirio Díaz in Buenos Aires und zeitgleich bei der Regierung von Uruguay, Paraguay sowie Brasilien akkreditiert. Von 31. Juli 1908 bis 22. Mai 1911 war er als Botschafter bei der Regierung von Costa Rica in San José akkreditiert.
In seiner Amtszeit in Nicaragua, vom 11. Juni 1909 bis 22. Mai 1911 begann die US-Militärintervention in Nicaragua 1909–1925. 1909 bat Bartolomé Carbajal y Rosas den Gouverneur von Chihuahua, Enrique Creel Cuilty, sich nach Washington, D.C. zu begeben, und dort die mit Nicaragua in Zusammenhang stehenden Angelegenheiten zu verhandeln. Die US-Regierung ließ am Anfang Dezember 1906 US-Marines an Nicaraguas Karibikküste landen. Am 17. Dezember 1909 trat José Santos Zelaya als Präsident von Nicaragua zurück und ging über Mexiko nach New York City ins Exil. Am 9. Mai 1911 kam Adolfo Díaz, vormaliger Buchhalter des US-Bergbauunternehmens The Rosario and Light Mines Co. in das Präsidentenamt von Nicaragua, dessen Botschafter auch von der US-Regierung empfangen wurden. Bartolomé Carbajal y Rosas trug dazu bei, den Konflikt in Nicaragua zu deeskalieren.
Vom 26. Juni bis 6. November 1911 war Bartolomé Carbajal im Regierungskabinett seines Freundes Francisco León de la Barra, Außenminister.
Vom 26. November 1912 bis 19. April 1913 war Bartolomé Carbajal y Rosas Botschafter von Francisco Madero bei der Regierung von Nikolaus II. (Russland).
Am 27. Februar 1913 ernannte ihn Victoriano Huerta zum Botschafter in London, wo er am 21. Juli 1913 als Ambassador to the Court of St James’s akkreditiert wurde. Ab dem Sturz von Victoriano Huerta, vom 15. Juli 1914 bis 1925 wurden keine mexikanischen Gesandten akkreditiert, sie blieben Agentes Confidenciales.
Von 1923 bis 1927 war Bartolomé Carbajal y Rosas in Washington, D.C. akkreditiert und vertrat die mexikanische Regierung bei der Comisión General de Reclamaciones entre México y los Estados Unidos.